# Bristol Neptune
El Bristol Neptune fue un motor radial de siete cilindros enfriado por aire desarrollado en 1930. Tenía los cilindros del mismo tamaño que los de los motores Mercury y Titan, 146 mm x 165 mm, lo que le daba un desplazamiento de 19,3 l, produciendo un máximo de 320 hp (239 kW). El Neptune era una versión de siete cilindros del Titan.

## Aplicaciones
- Bristol Type 110

## Especificaciones (Neptune I)[1]
- Tipo: motor radial de 7 cilindros enfriado por aire
- Diámetro: 146 mm
- Carrera: 165 mm
- Cilindrada: 19.300 cc
- Diámetro del motor: 1.229 mm
- Peso: 286 kg
- Válvulas: a la cabeza, cuatro válvulas por cilindro
- Combustible: gasolina de 73-77 octanos
- Refrigeración: por aire
- Potencia: 295 hp (220 kW) a 1.700 rpm (potencia nominal), 320 hp (239 kW) a 1.870 rpm al nivel del mar
- Compresión: 5:1
- Peso/potencia: 1,1 hp/kg (0,83 kW/kg)
- Diseñador: Roy Fedden